# Dżurżiwka
Dżurżiwka (ukr. Джуржівка) – wieś na Ukrainie, w obwodzie chmielnickim, w rejonie nowouszyckim.